# Adam Jones (Musiker)

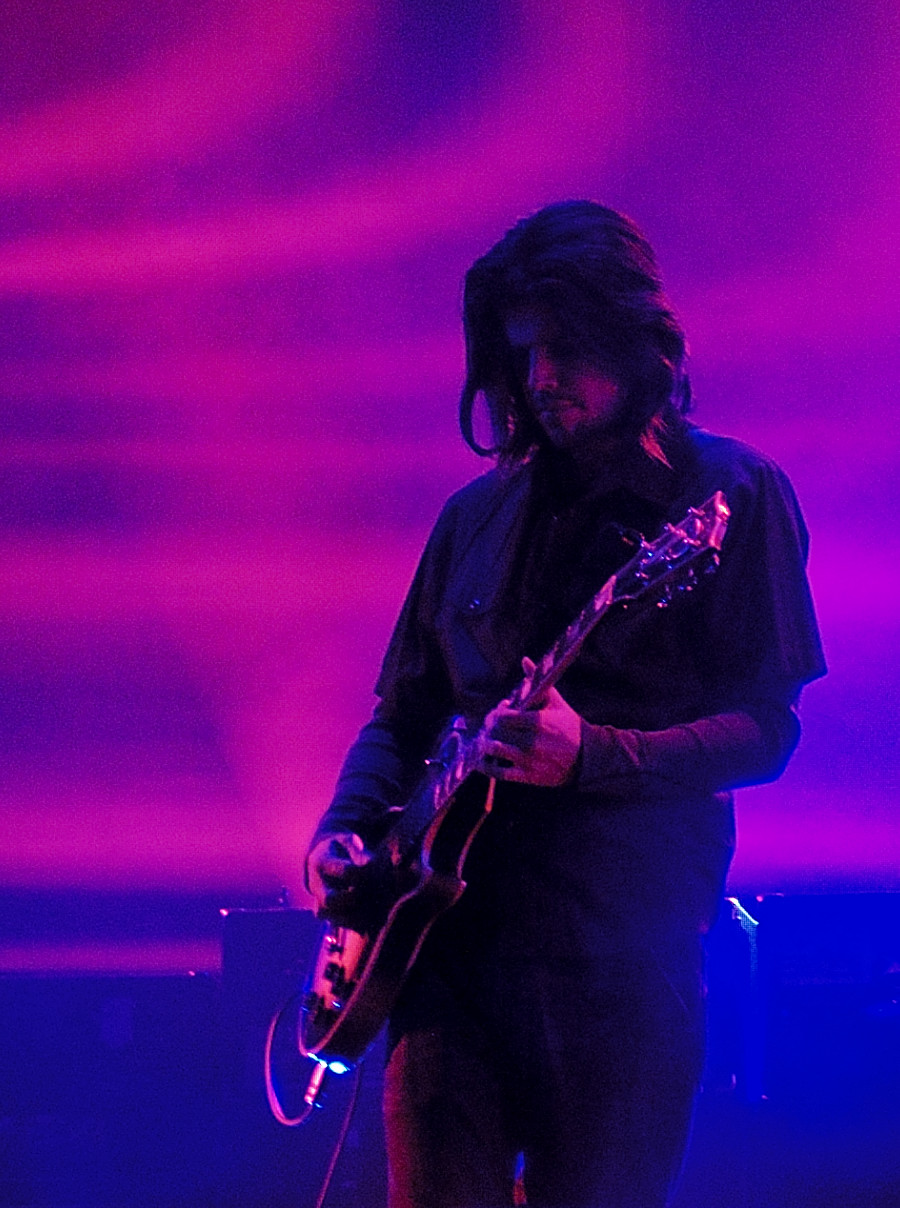
Adam Jones (2006)

Adam Thomas Jones (* 15. Januar 1965 in Libertyville, Illinois) ist ein US-amerikanischer Gitarrist der progressiven Metalband Tool. Zudem ist er für Tools visuelle Seite (Videos, Album-Illustrationen) verantwortlich.
Anfangs spielte er Violine, dann E-Bass. Während seiner Schulzeit spielte er mit Tom Morello, dem späteren Gitarristen von Rage Against the Machine und Audioslave  in einer Band, die „Electric Sheep“ hieß.
Nach dem Schulabschluss studierte er FX-Technik und stieg später für drei Jahre im Team des Filmeffekte-Gurus Stan Winston ein. Hier arbeitete er an verschiedenen Filmen, unter anderem Ghostbusters II, Predator 2, Edward mit den Scherenhänden, Batman Returns, Jurassic Park, Terminator 2 und Nightmare on Elm Street 5.
Danach gründete er mit seinem Nachbarn Maynard James Keenan, dem Bassisten Paul d’Amour und dem Schlagzeuger Danny Carey die Progressive-Metal-Band Tool. Nach dem Musikvideo zu Sober, in dem nur der Nagelkasten von ihm stammte, übernahm er das Videomachen komplett und drehte von dort an die Tool-Videos, die sich durch Stop-Motion-Technik, triste Farben und groteske Figuren von gewöhnlichen Musikvideos unterscheiden.
Auf der Bühne besticht er durch sein technisch ausgereiftes Gitarrenspiel, wirkt dabei jedoch, im Gegensatz zu den anderen Bandmitgliedern, nahezu apathisch.
Adam Jones half auch als Tourgitarrist den Untergrund-Legenden Melvins aus.

## Equipment
Adam Jones spielt für Tool mehrere Les Paul Custom Silverburst und nutzt Diezel VH-4 sowie Marshall- und Mesa/Boogie-Verstärker. Meist nutzt er nur den Bridge-Pickup und das zugedrehte Volumen-Potentiometer am Hals, wodurch der Pickup-Wahlschalter zum Kill-Switch wird. Prägnant ist auch die Benutzung der Epilady, mit dem er viele Tool-typische Sounds erzeugt (z. B. Third Eye 1:20). Die Pickups in den Gitarren sind wahrscheinlich „Seymour Duncan Jazz“ bzw. „Seymour Duncan SH-4“ an der Bridge.

## Privatleben
Jones ist seit 2013 zum zweiten Mal verheiratet und hat mit seiner Ehefrau, der Künstlerin Korin Faught, zwei Söhne und eine Tochter.